# High-over-Low-Lage
Bei einer High-over-Low-Lage liegt ein Hochdruckgebiet, anstelle des Islandtiefs, über dem Gebiet von Island, während über den Azoren, anstelle des Azorenhochs, ein Tiefdruckgebiet lagert.
Dies ist eine sehr ungewöhnliche Lage und tritt so meist nur im Winter auf. Wenn die Westdrift und damit der NAO-Index schwach ist, kann sich solch eine Lage einstellen. Man spricht dann auch von einem Reversal oder einer Blockierung. Die folgende Großwetterlage ist meist ein Tief im Südwesten Europas oder über der Biskaya. Dabei gelangt dann häufig polare oder sibirische Kälte in den zentraleren europäischen Raum.
|  | High-over-Low-Lage 23. November 2017: Sturmtief Ylva ortsfest vor Skandinavien, ein ausgedehnter Azorenhoch-Ableger Zoe im Mittelmeerraum; das Azorenhoch hatte auch einen Hochdruckkeil über Grönland in das Nordpolgebiet gebildet, und sich nach Westen in die Karibik zurückgezogen, vom Mittelatlantik stoßen Tiefdruckgebiete gegen Südwesteuropa vor. Extreme Verwirbelungen des Jet-Streams und der Polarfront. Der NOAA-NAO-Index zeigt am 21. eine Spitze von −1,2, der AO-Index von −3,6. 26.−28. eine ähnliche Lage. |